# Freedows OS
FreedowsOS — проект по написанию клона Windows с открытым исходным кодом для платформы x86, под лицензией GNU General Public License. Начатый в 1996 году, Reece K. Sellin, проект не был завершён, т.к. застопорился на дискуссиях об архитектуре системы. В конце концов, разработка была приостановлена в 2002 году.
Планировалось, что система будет основана на дизайне ядра кэша, разработанного в Стэнфордском университете. По задумке разработчиков, данный дизайн позволил бы системе эмулировать различные системы (Windows, Linux, или MacOS) и запускать их приложения.